# Dutwa
Dutwa è una circoscrizione mista (mixed ward) della Tanzania situata nel distretto di Bariadi, regione del Simiyu. Conta una popolazione di 15 792 abitanti (censimento 2012).